# (37604) 1992 OQ1
1992 OQ1 (asteroide 37604) é um asteroide da cintura principal. Possui uma excentricidade de 0.19042850 e uma inclinação de 4.20461º.
Este asteroide foi descoberto no dia 26 de julho de 1992 por Eric Walter Elst em La Silla.